# Andrea Hilger-Solbach
Andrea Hilger-Solbach (10 de mayo de 1957) es una deportista alemana que compitió para la RFA en judo. Ganó tres medallas en el Campeonato Europeo de Judo entre los años 1976 y 1981.

## Palmarés internacional
| Campeonato Europeo | Campeonato Europeo | Campeonato Europeo | Campeonato Europeo |
| Año                | Lugar              | Medalla            | Categoría          |
| ------------------ | ------------------ | ------------------ | ------------------ |
| 1976               | Viena (Austria)    | Medalla de bronce  | –61 kg             |
| 1977               | Arlon (Bélgica)    | Medalla de bronce  | –61 kg             |
| 1981               | Madrid (España)    | Medalla de plata   | –56 kg             |